# Jerzy Kaźmierczak
Jerzy Kaźmierczak (ur. 3 lutego 1940 w Konojadzie) – polski polityk, poseł na Sejm PRL VII i VIII kadencji.

## Życiorys
Uzyskał w 1968 tytuł zawodowy inżyniera rolnictwa w Akademii Rolniczej w Poznaniu. W 1973 wstąpił do Polskiej Zjednoczonej Partii Robotniczej. W 1976 uzyskał mandat posła na Sejm PRL VII kadencji w okręgu Leszno. Zasiadał w Komisji Leśnictwa i Przemysłu Drzewnego oraz w Komisji Rolnictwa i Przemysłu Spożywczego. W 1980 uzyskał reelekcję z ramienia tej samej partii i w tym samym okręgu. Zasiadał w Komisji Budownictwa i Przemysłu Materiałów Budowlanych oraz w Komisji Przemysłu Ciężkiego, Maszynowego i Hutnictwa.
31 października 2002 został prezesem Rolniczej Spółdzielni Produkcyjnej w Pianowie, pełnił też tę funkcję w RSP w Kościanie, a 28 stycznia 2004 zastępcą prezesa Rejonowego Związku Rewizyjnego Rolniczych Spółdzielni Produkcyjnych.